# Gerard Bucknall
Generalløjtnant Gerard Corfield Bucknall, CB, MC (født 14. september 1894, død 7. december 1980) var en britisk officer og korpschef under 2. Verdenskrig.
I 1914 blev Bucknall under 1. Verdenskrig udnævnt til officer i The Middlesex Regiment og her gjorde han hæderfuld tjeneste i Frankrig. Mellem verdenskrigene gjorde han tjeneste i den ægyptiske hær (Ægypten var dengang en de facto del af det Britiske imperium) og gik på Staff College, Camberley. Han var chef for 2. bataljon ved 2. verdenskrigs udbrud, og blev efterfulgt af Brian Horrocks (som senere overtog en anden af Bucknalls poster), på det tidspunkt hvor British Expeditionary Force tog til Frankrig. Han blev udnævnt til chef for 53. division i 1941, men kom først i kamp i 1943 med den 5. britiske infanteridivision under invasionen af Sicilien og under Felttoget i Italien.
Bucknall gjorde indtryk på Montgomery, og da denne senere blev udnævnt til at lede landstyrkerne i Operation Overlord, de Vestallieredes invasion i Normandiet i juni 1944, udpegede han Bucknall til at lede 30. Korps. Alan Brooke, lederen af imperiegeneralstaben, mente imidlertid, at Bucknall ikke var kompetent til at lede på dette niveau. I august 1944 blev Bucknall fjernet fra sin post, på grund af 30. korps forholdsvis dårlige indsats, og blev erstattet af Horrocks. Montgomery indrømmede, at det havde været en fejl at udpege ham, og Bucknall fik posten som kommandant i Nordirland, en post som han beholdt til sin pensionering.